# Dimitris Nalidzis
Dimitris Nalidzis (ur. 25 stycznia 1976 w Pireusie) – piłkarz grecki grający na pozycji napastnika. Podczas kariery mierzył 188 cm wzrostu. W swojej karierze rozegrał 6 meczów w reprezentacji Grecji, lecz nie strzelił w niej ani jednego gola.

## Kariera klubowa
Swoją seniorską karierę piłkarską Nalidzis rozpoczął w klubie Panionios GSS. W sezonie 1993/1994 zadebiutował z nim w pierwszej lidze greckiej. W sezonie 1997/1998 zdobył z tym klubem Puchar Grecji.
Zimą 2000 roku Nalidzis przeniósł się do drużyny PAOK FC. Został królem strzelców ligi greckiej w sezonie 1999/2000. Rok później zdobył z PAOK-iem Puchar Grecji.
Latem 2001 roku piłkarz przeszedł do Udinese Calcio, jednak nie zagrał w nim ani jednego meczu. Został wypożyczany przez ten klub do innych drużyn. Najpierw do Perugii Calcio, a następnie do Sportingu. Z klubem ze stolicy Portugalii zdobył mistrzostwo i puchar Portugalii. Później grał dla klubu AEK Ateny, najpierw jako piłkarz wypożyczony z Udinese Calcio, a następnie już jako zawodnik zespołu z Aten.
Później piłkarz często zmieniał kluby i występował kolejno w barwach AO Kerkira, Panionios GSS, Ethnikos Asteras, AEP Pafos, Ethnikos Pireus oraz Fostiras Tawros, w którym występuje do dziś.

## Kariera reprezentacyjna
Dimitris Nalidzis zadebiutował w reprezentacja Grecji 26 kwietnia 2000 roku, a ostatni mecz w jej barwach rozegrał trzy lata później. Rozegrał w niej 6 meczów nie strzelając żadnego gola.

## Sukcesy
- Puchar Grecji (2 razy): 1997/1998 (Panionios), 2000/2001 (PAOK)
- Mistrzostwo Portugalii (1 raz): 2001/2002 (Sporting)
- Puchar Portugalii (1 raz): 2001/2002 (Sporting)